# Julodis interpunctata
Julodis interpunctata es una especie de escarabajo del género Julodis, familia Buprestidae. Fue descrita científicamente por Thomson en 1878.